# Sphenomorphus acutus
Sphenomorphus acutus е вид влечуго от семейство Сцинкови (Scincidae). Видът не е застрашен от изчезване.

## Разпространение
Разпространен е във Филипини.

## Описание
Популацията на вида е намаляваща.